# Карчава, Александр Алексеевич
Алекса́ндр Алексе́евич Карча́ва (род. 14 января 1948) — российский дипломат. Чрезвычайный и полномочный посол (2015).

## Биография
Окончил Институт восточных языков при МГУ им. М. В. Ломоносова (1971) и Академию общественных наук при ЦК КПСС (1990). На дипломатической работе с 1992 года. Владеет тайским, английским и лаосским языками.
- В 1995—1999 годах — советник-посланник Посольства России в Сингапуре.
- В 1999—2004 годах — заместитель директора Второго департамента стран Азии МИД России.
- В 2004—2005 годах — заместитель директора Департамента стран АСЕАН и общеазиатских проблем МИД России.
- С 14 апреля 2005 по 15 июня 2010 года — чрезвычайный и полномочный посол Российской Федерации в Малайзии[1][2].
- С 14 апреля 2005 по 31 июля 2009 года — чрезвычайный и полномочный посол Российской Федерации в Брунее по совместительству[3][4].
- В 2010—2012 годах — заместитель директора Третьего департамента Азии МИД России.
- С 24 августа 2012 по 21 августа 2017 года — чрезвычайный и полномочный посол Российской Федерации в Шри-Ланке и Мальдивской Республике по совместительству[5][6][7].

## Семья
Женат, имеет сына.

## Дипломатический ранг
- Чрезвычайный и полномочный посланник 2 класса (17 июня 1999)[8]
- Чрезвычайный и полномочный посланник 1 класса (23 апреля 2008)[9].
- Чрезвычайный и полномочный посол (29 мая 2015)[10].